# 米尼馬姆 (密蘇里州)
米尼馬姆（英語：Minimum）是位於美國密蘇里州艾昂縣的非建制地區。

## 歷史
米尼馬姆的郵局於1904年設立，其後於1955年停運。

## 地理
米尼馬姆所處的海拔為高於海平面185米（即607英呎），而該地所採用的時區為UTC-6，即北美中部時區（CST）。同時該地設有夏令時間，為UTC-6調快一小時，即UTC-5（CDT）。